# Ralf Eilenberger
Ralf Eilenberger (* 16. November 1965 in Hagen) ist ein ehemaliger deutscher Fußball-Torwart.

## Laufbahn

### Spieler
Seine Karriere begann er beim auf regionaler Ebene bekannten Hagener Verein Hasper SV. Er spielte von 1985 bis 1994 bei der SG Wattenscheid 09, von 1985 bis 1990 in der 2. Bundesliga und von 1990 bis 1994 in der Bundesliga. Danach war er nochmals für eine Saison in der zweiten Liga aktiv: In der Saison 1996/97 für den VfB Oldenburg. Mit dem VfB stieg er in die Regionalliga Nord ab. Eilenberger absolvierte insgesamt 54 Bundesligaspiele sowie 82 Spiele in der 2. Bundesliga.

### Trainer
In der Saison 2006/07 war er Torwarttrainer bei Kickers Wahnbek. 2007 übernahm er die Damenmannschaft der Sportfreunde Wüsting-Altmoorhausen, die er 2010/11 als Oberligameister in die Frauen-Regionalliga führte.
In der Saison 2014/15 sowie bis zur Winterpause der Saison 2015/16 trainierte er den TuS Vielstedt in der 1. Kreisklasse. Danach trainierte Eilenberger die Kreisligamannschaft des TV Munderloh. Im Sommer 2020 übernahm er die in der Bezirksliga spielende Zweite Mannschaft des SV Atlas Delmenhorst.